# Erlöserkirche (Bad Soden)

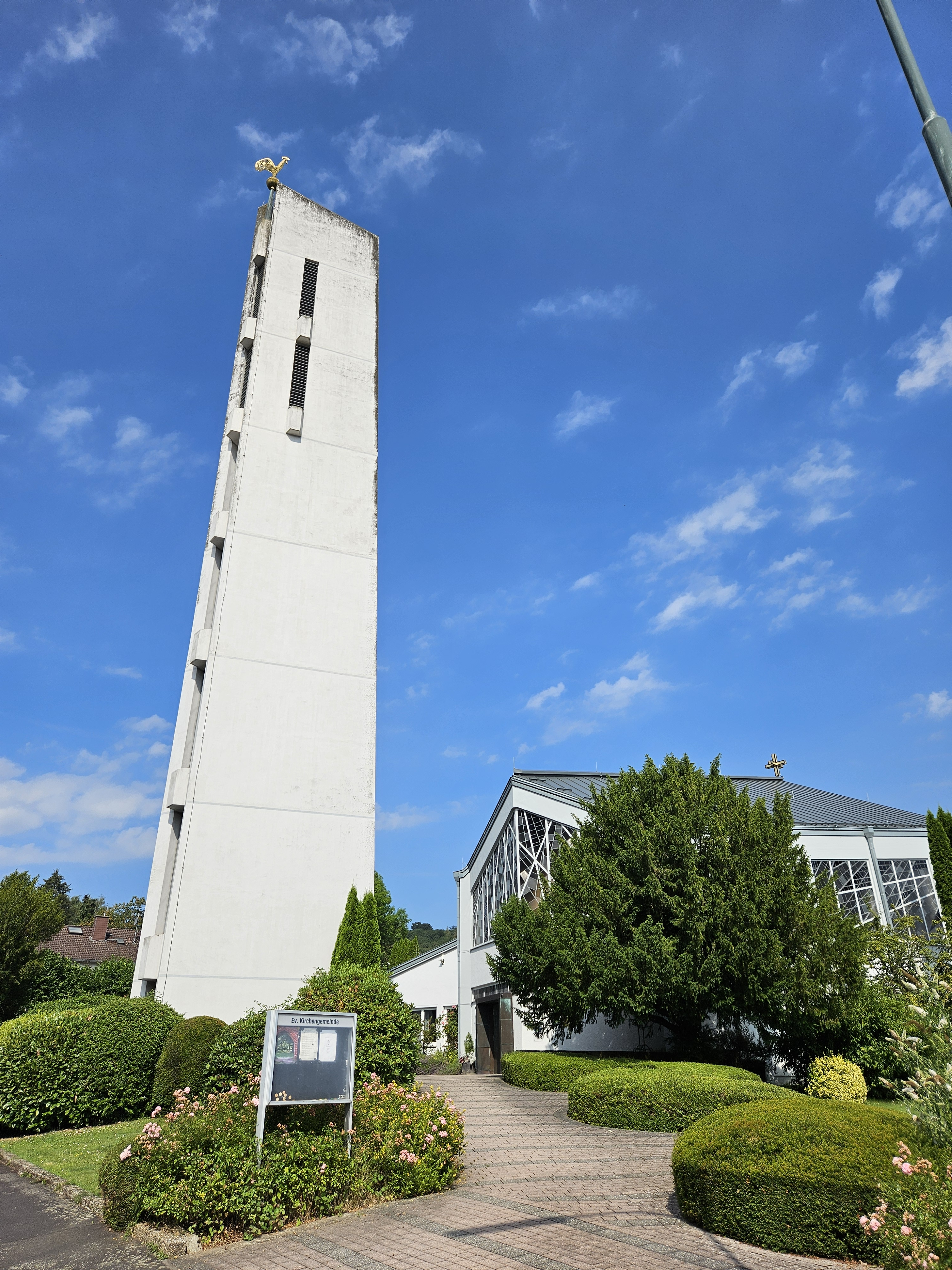
Außenansicht (2024)

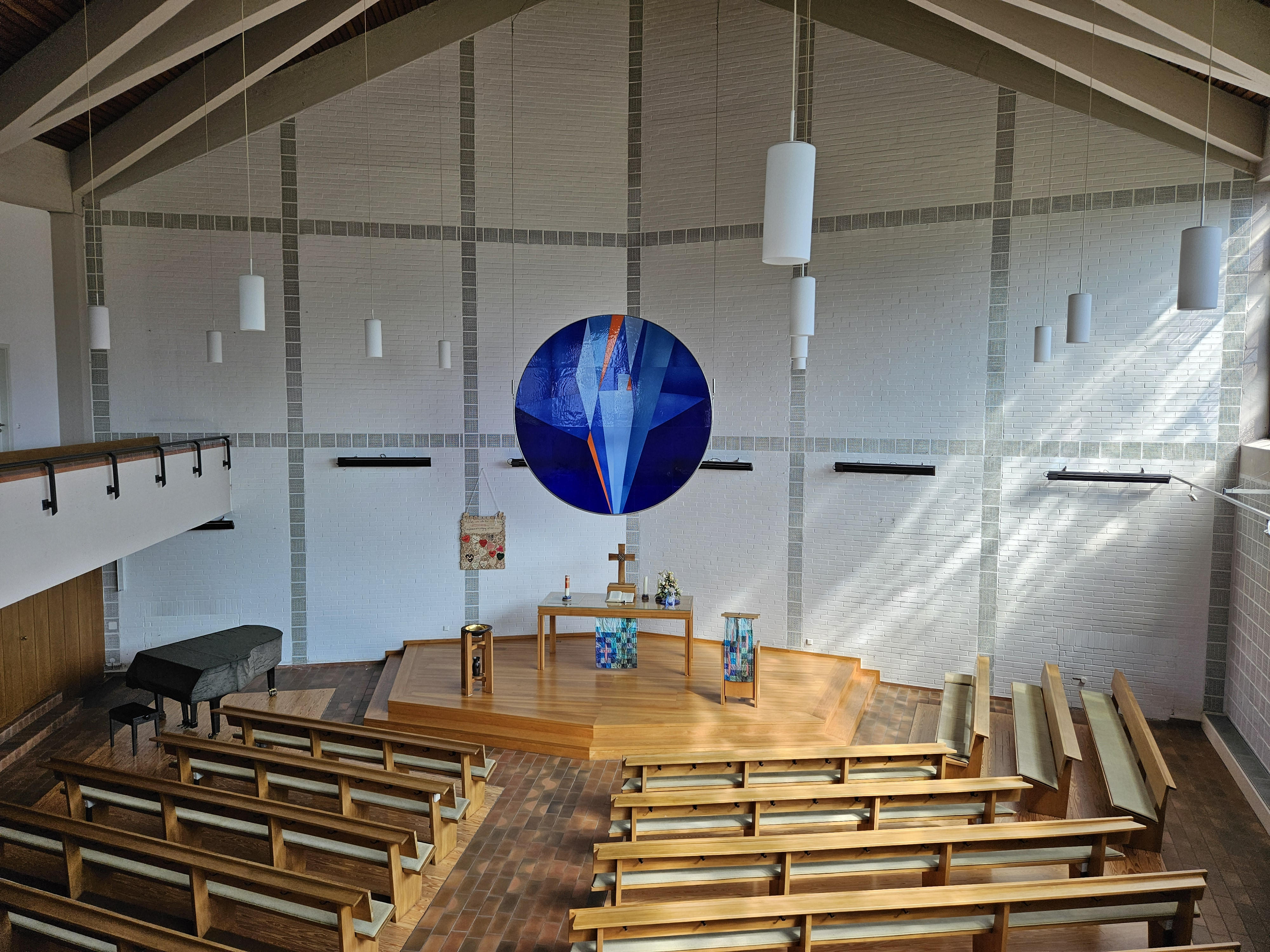
Innenraum der Kirche (2024)

Die evangelische Erlöserkirche ist ein ortsbildprägendes Kirchengebäude in Bad Soden, einem Stadtteil von Bad Soden–Salmünster im Main-Kinzig-Kreis (Hessen). Die evangelische Kirchengemeinde Bad Soden–Salmünster gehört zum Kirchenkreis Kinzigtal im Sprengel Hanau-Hersfeld der Evangelischen Kirche von Kurhessen-Waldeck.

## Geschichte
Vor 1967 war im Stadtteil Bad Soden keine evangelische Kirche vorhanden. Zuvor war bereits 1928 ein Bauantrag gestellt worden, welcher allerdings abgelehnt wurde. Der starke Anstieg an evangelischen Einwohnern in Bad Soden sowie ein verstärkter Kurbetrieb machten die Planung eines neuen Gotteshauses immer dringlicher.
Die Grundsteinlegung der Kirche fand am 1. Advent (28. November) 1965 statt. Zu diesem Anlass waren unter anderem der damalige Dekan den Kirchenkreises Schlüchtern, der Architekt Georg Reuther (Hailer–Meerholz) sowie der Landrat des Kreises Schlüchtern und weitere Vertreter aus Kirche und Politik anwesend. Der Plan des Architekten bestand aus einem Gemeindezentrum, welches aus einer Kirche mit zuschaltbarem Gemeindesaal, einem freistehenden Glockenturm sowie einem Küsterhaus mit Apartment für einen Organisten bestand. Nachdem am 3. März 1967 bereits die Glocken geweiht wurden, fand am 17. September 1967 die Einweihung der Kirche statt. Der damalige Prälat der Landeskirche Walter Roth verlieh der Kirche zusammen mit Dekan Gang und Ortspfarrer Bock den Namen Erlöserkirche nach dem Bibelwort F„ürchte dich nicht! Ich habe dich erlöst. Ich habe dich bei deinem Namen gerufen. Du bist mein.“ (Jesaja 43, 1).
Im Jahr 1997 wurde die Kirche innen renoviert. Dabei bekam sie unter anderem das Glaskunstwerk. Im Jahr 2023 erhielt die Erlöserkirche eine neue Dacheindeckung, da das alte Schieferdach undicht geworden war.

## Architektur

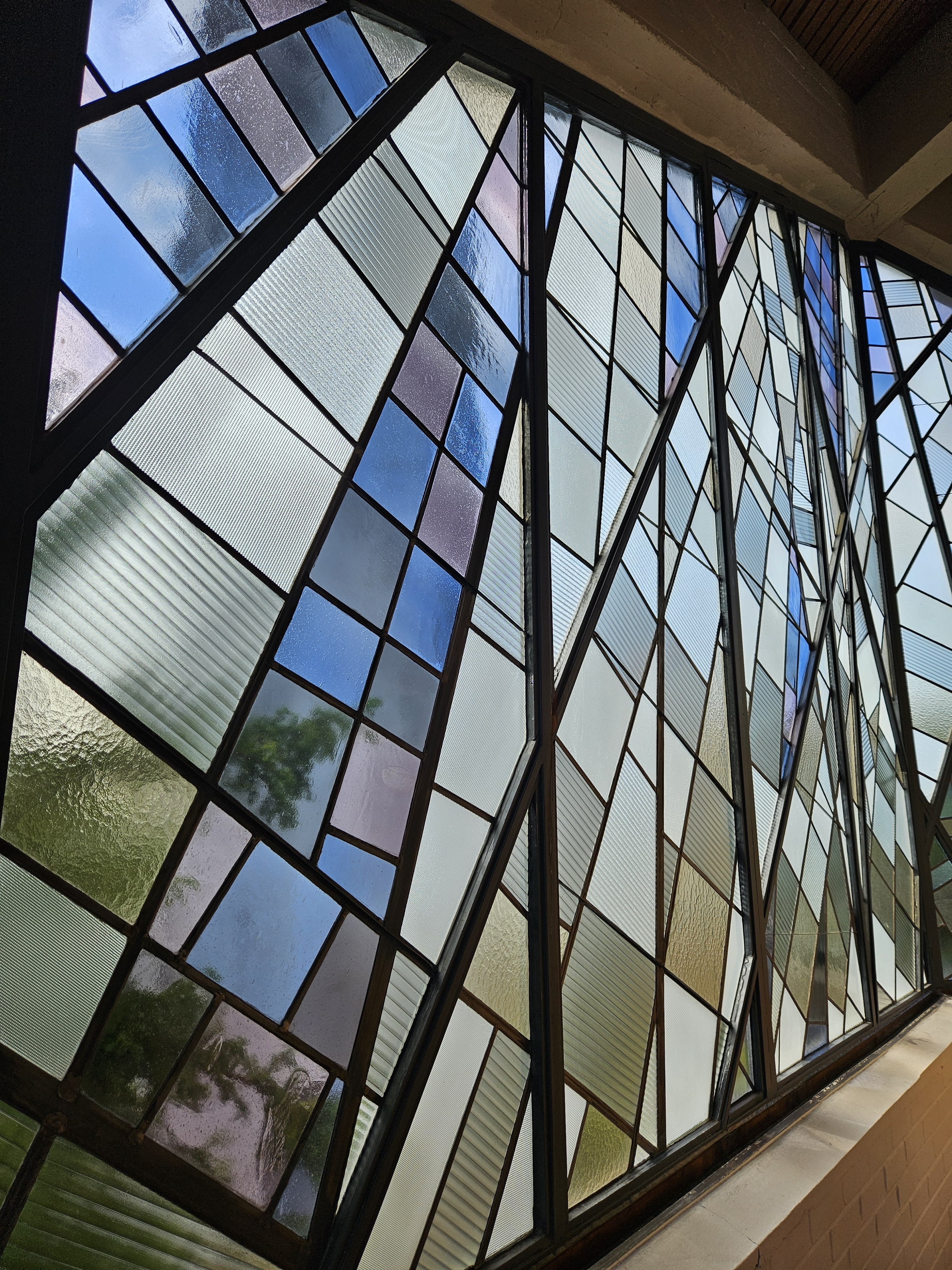
Fenster (2024)

Da sich die Formen des Gottesdienstes wandeln, wollte der Architekt gemäß der damaligen Zeit auf keine bewährte Bauweise setzen, sondern entwarf ein neues Konzept. In der Erlöserkirche wurde versucht, zwei Bautypen, den Längs- und den Zentralraum, miteinander zu verbinden, um auch den Gemeindesaal besser an die Kirche anbinden zu können. Der Kirchenraum selbst bildet ein Sechseck in einer Trapezform. Die vor der breiten Trapezseite stehenden Prinzipalstücke (Altar, Ambo. etc.) werden von den Bankreihen umschlossen. Vom Zeitpunkt der Einweihung bis in das Jahr 2015 stand die Orgel noch auf der Seitenempore. Der Wunsch des Architekten war es, durch diese Platzierung und die Form des Kirchenraumes eine gewisse Gleichrangigkeit von Sakrament, Taufe, Gesang und gesprochenem Wort zu erzielen.

## Ausstattung

### Glaskunstwerk
Bei der Innenrenovierung im Jahr 1997 gestaltete der Freiburger Künstler Benedikt Werner Traut eine farbige Glasscheibe, welche einen Durchmesser von ca. 3 Metern hat und frei über dem Altar hängt. Zusammengefasst beschreibt der Künstler sein Werk: „Der Kreis symbolisiert Einheit, Ganzheit, Leben, Ewigkeit und Unendlichkeit. Blau repräsentiert Glauben, Treue und Transzendenz, während Orange Leben, Energie und Freude verkörpert. Die Transparenz von blauem Glas und orangefarbenem Glas verleiht Leichtigkeit und Freiheit, während das freie Hängen vom Decke die Schwere überwindet und den Blick in die lichtvolle Unendlichkeit lenkt.“

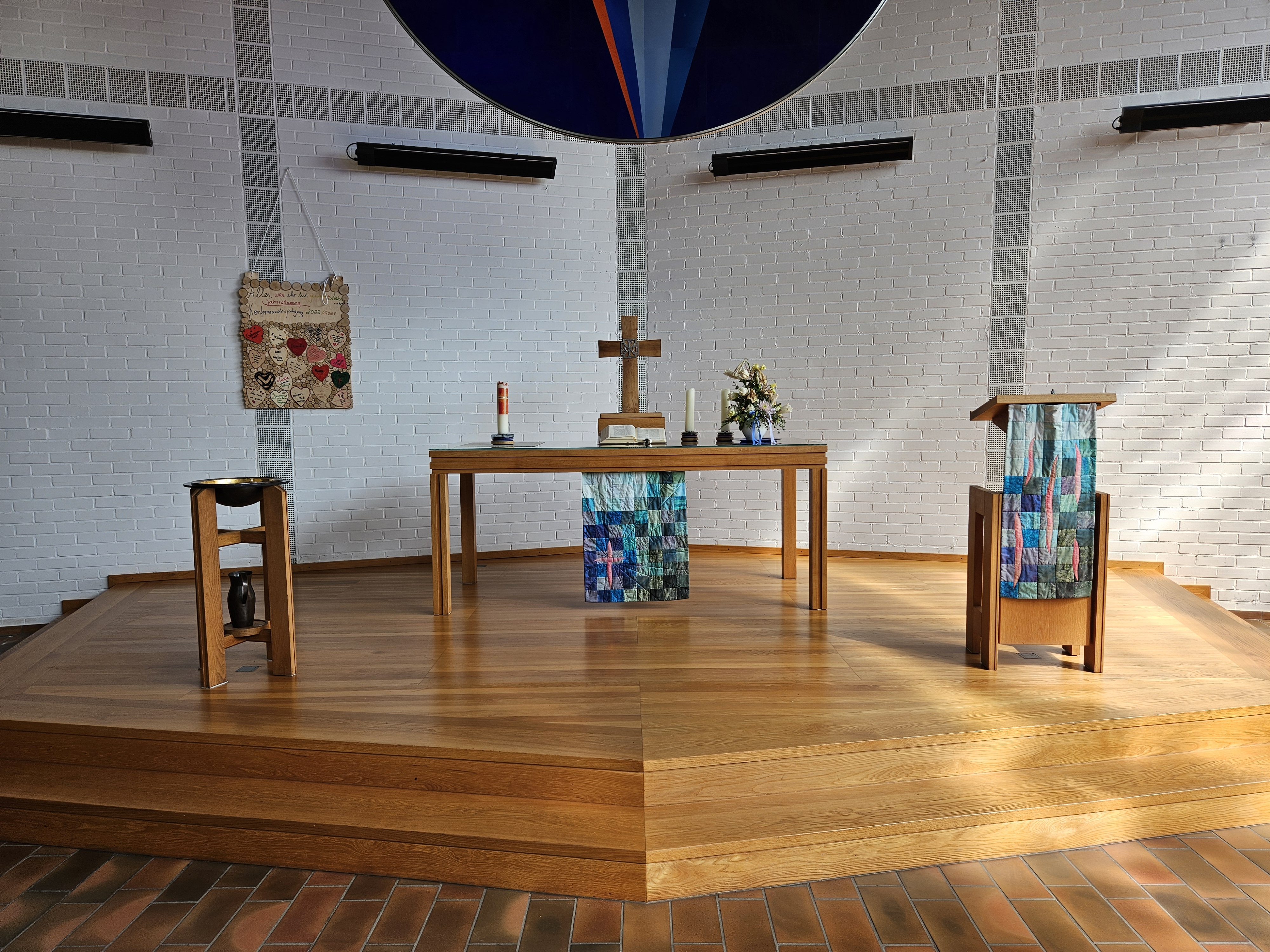
Prinzipalstücke (2024)

### Prinzipalstücke
Zur Einweihung der Kirche spendete das evangelische Gustav-Adolf-Werk den Altar mit zwei Leuchtern, Altarkreuz, Ambo und Taufort, wovon heute noch Kreuz und Taufort erhalten sind. Altar und Ambo wurden bei der Innenrenovierung 1997 erneuert. Das Taufgerät war ein Geschenk der katholischen Gemeinde Bad Soden St. Laurentius.

## Orgel

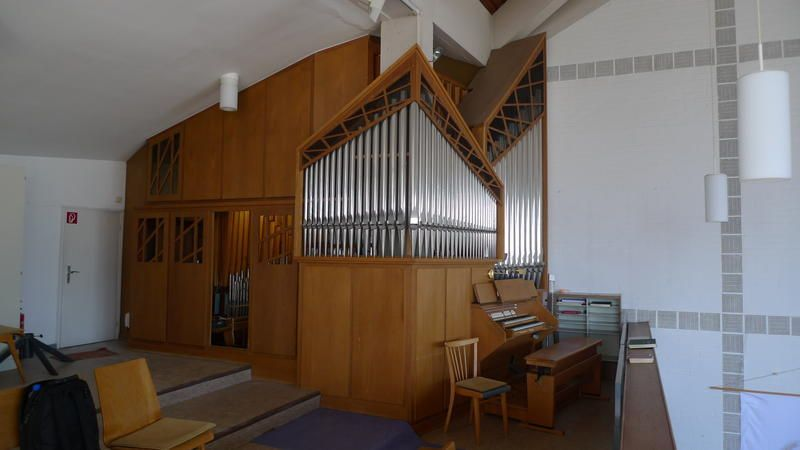
Schmidt-Orgel (2011)

Kurz nach der Einweihung der Kirche wurde im Jahr 1968 die erste Orgel der Erlöserkirche durch den Orgelbauer Bernhard Schmidt aus Gelnhausen erbaut. Die Disposition sowie die Mensuren stammten von Ernst Karl Rößler. Von den geplanten 22 Registern wurden zunächst erst 13 verbaut. Die fehlenden 9 wurden im Jahr 1973 eingebaut. Das Werk besaß eine mechanische Spiel- und elektrische Registertraktur. Das Prospektgehäuse besaß ein Großfeld und links daneben ein zweiseitiges Pfeifenfeld. Der Orgelplatz war in einer Nische auf der seitlichen Empore. Doch bereits in den folgenden Jahren zeigten sich erhebliche Mängel, welche Orgelbau Schmidt, auch bei einer größeren Reparatur- und Mängelbeseitigungsmaßnahme 1974, nie dauerhaft beseitigen konnte. Zudem waren die einzelnen Register sehr ungleich intoniert, sodass es bereits im Jahr 1980 zu einer Generalüberholung durch Gerhard Schmid aus Kaufbeuren mit technischen Verbesserungen und Ersatz eines Registers kam. 1994 wurde durch Firma Walcker aus Kleinblittersdorf die Traktur komplett überholt sowie eine umfangreiche Neuintonation vorgenommen. Das Instrument wurde allerdings nie wesentlich besser.

### Mebold-Orgel

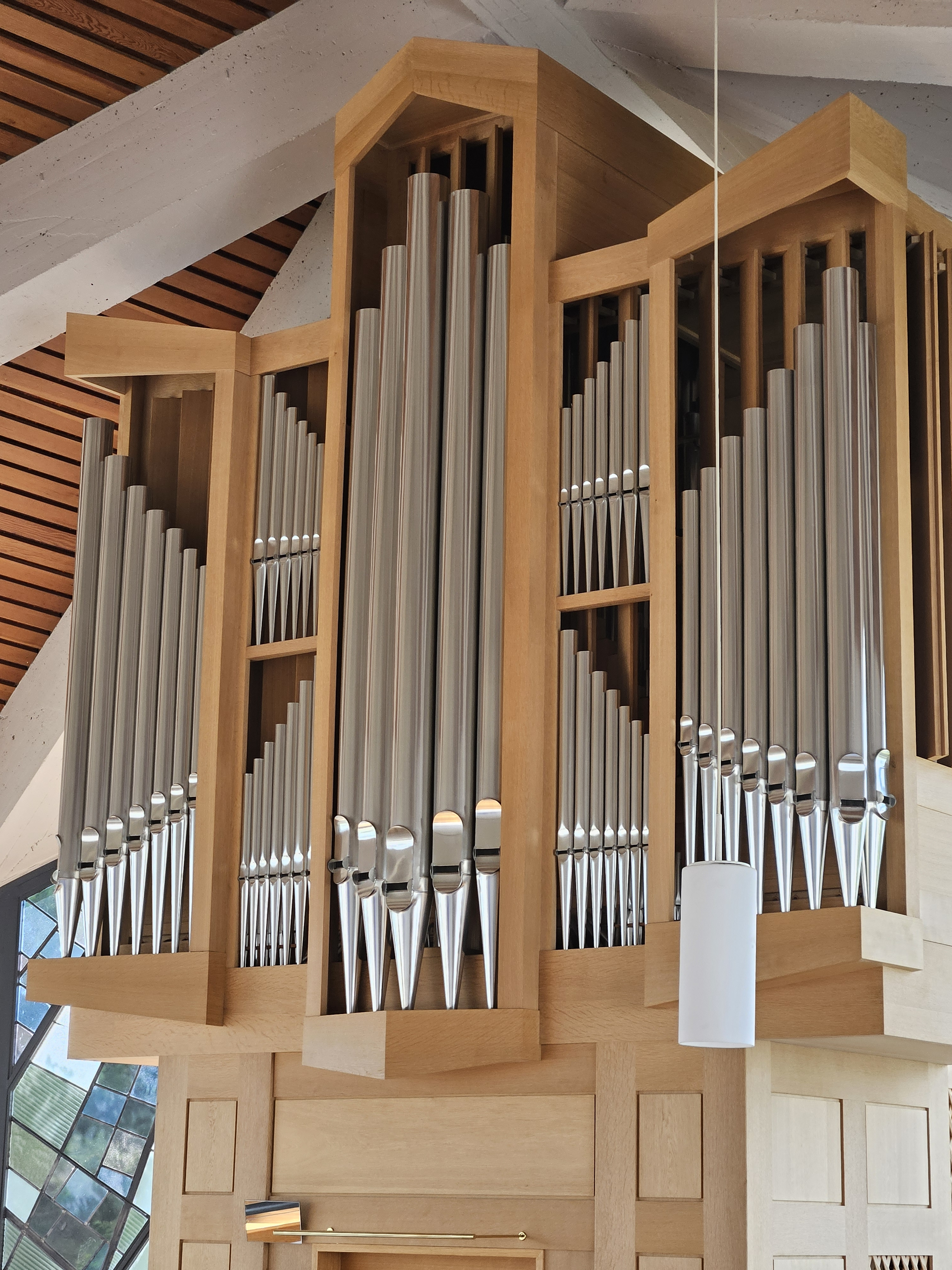
Mebold-Orgel (2024)

Im Jahr 2002 begannen die Planungen für den Neubau einer Orgel, da der Orgelbau mit billigen Materialien in schlechter Qualität ausgeführt worden war, sodass sich das Instrument in einem schlechten Zustand befand und über die Jahre einige Register ausgefallen waren und sich die Platzierung der Orgel als akustisch ungünstig erwies.
Im Herbst 2015 wurde die neue Orgel eingeweiht. Sie wurde durch Orgelbau Mebold aus Siegen in den Jahren 2014 bis 2015 erbaut. Das Gehäuse orientiert sich optisch an den Formen der Kirche und steht nun auf der Rückempore. Da der Platz dort begrenzt war, entschied man sich für das Konzept der Wechselschleife für das zweite Manual, wodurch man Register und somit Platz sparen konnte, allerdings trotzdem viel klanglichen Spielraum ermöglicht. Das Werk besitzt 17 klingende Register auf zwei Manualen und Pedal sowie eine mechanische Spiel- und Registertraktur.
| I. Manual C–g3 |       |
| Principal      | 8′    |
| Flöte          | 8′    |
| Gedackt        | 8′    |
| Gambe          | 8′    |
| Schwebung      | 8′    |
| Octave         | 4′    |
| Traversflöte   | 4′    |
| Rohrflöte      | 4′    |
| Sesquialter II | 2 ⁄3′ |
| Doublette      | 2′    |
| Octave         | 2′    |
| Mixtur III     | 1 ⁄3′ |
| Trompete       | 8′    |
| Oboe           | 8′    |
| Tremualant     |       |

| II. Manual C–g3 |       |
| Gedackt         | 8′    |
| Gambe           | 8′    |
| Schwebung       | 8′    |
| Octave          | 4′    |
| Traversflöte    | 4′    |
| Rohrflöte       | 4′    |
| Sesquialter II  | 2 ⁄3′ |
| Doublette       | 2′    |
| Trompete        | 8′    |
| Oboe            | 8′    |
| Tremulant       |       |

| Pedal C–f1                          |     |
| Subbass                             | 16′ |
| Oktavbass                           | 08′ |
| Gedacktbass (Extension aus Subbass) | 08′ |
| Corno                               | 16′ |

Koppeln: II/I, I/P, II/P, Subkoppel II 16′/I

## Glocken
Nachdem die Glocken am 3. März 1967 in Bad Soden angekommen waren, konnte am Palmsonntag, dem 19. März desselben Jahres, die Glockenweihe stattfinden. Die Glocken, die einen schönen Klang besitzen, stammen alle aus dem Jahr 1966 und wurden von der Glockengießerei der Gebrüder Rincker in Sinn hergestellt. Sie erklingen in der Melodielinie des vollständigen Mollquartetts und sind in einem Stahlglockenstuhl auf Stahljochen aufgehängt. Die Glockeninschriften sind der fortlaufende Bibelspruch aus Jesaja 43, 1.
| Nr. | Name            | Gussjahr | Gießer, Gussort | Material | Durchmesser (mm) | Schlagton | Inschrift                                |
| --- | --------------- | -------- | --------------- | -------- | ---------------- | --------- | ---------------------------------------- |
| 1   | Große Glocke    | 1966     | Rincker, Sinn   | Bronze   | 913              | b1        | „Fürchte dich nicht!“                    |
| 2   | Mittlere Glocke | 1966     | Rincker, Sinn   | Bronze   | 775              | des2      | „Ich habe dich erlöst“                   |
| 3   | Kleine Glocke   | 1966     | Rincker, Sinn   | Bronze   | 690              | es2       | „Ich habe dich bei deinem Namen gerufen“ |
| 4   | Kleinste Glocke | 1966     | Rincker, Sinn   | Bronze   | 610              | f2        | „Du bist Mein“                           |

## Kirchengemeinde
Bad Soden gehört zusammen mit Salmünster (Versöhnungskirche) zur Kirchengemeinde Bad Soden-Salmünster. Zusammen mit den Kirchengemeinden Steinau (Reinhardskirche, Katharinenkirche) mit Seidenroth und Marborn, der Kirchengemeinde am Landrücken mit Wallroth, Breitenbach, Kressenbach sowie Hintersteinau, Reinhards und Ulmbach und der Kirchengemeinde Hohenzell, Ahlersbach, Bellings (Elisabethkirche) bildet die Gemeinde den Kooperationsraum Bergwinkel.